# Gonomyia (Leiponeura) katangae
Gonomyia (Leiponeura) katangae is een tweevleugelige uit de familie steltmuggen (Limoniidae). De soort komt voor in het Afrotropisch gebied.